# Transfer de identitate
Transfer de identitate (titlu original: Source Code) este un film american și franțuzesc din 2011 regizat de Duncan Jones. Rolurile principale au fost interpretate de actorii Jake Gyllenhaal, Michelle Monaghan și Vera Farmiga. Gyllenhaal joacă rolul unui căpitan din armata SUA care este trimis într-o realitate computerizată pentru a găsi un atentator cu bombe.

## Distribuție
- Jake Gyllenhaal - Capt. Colter Stevens / Sean Fentress
- Michelle Monaghan - Christina Warren
- Vera Farmiga - Capt. Colleen Goodwin
- Jeffrey Wright - Dr. Rutledge
- Michael Arden -  Derek Frost
- Russell Peters - Max Denoff
- Scott Bakula -  Donald Stevens, Colter's father (Voice cameo)
- Frédérick De Grandpré - Sean Fentress (Reflection)
- Cas Anvar as Hazmi